# Chaghcharan
Chaghcharan é uma cidade do Afeganistão, capital da província de Ghowr. Está localizada na margem sul do rio Hari.